# Three (album de Sugababes)
Three este al treilea album de studio al grupului britanic Sugababes, lansat de Island Records pe 27 octombrie 2003. Albumul a primit în general recenzii pozitive, clasându-se pe locul 3 în Regatul Unit, 4 în Olanda și treapa a 9-a în Elveția și Irlanda.
Albumul a fost promovat de patru cântece: „Hole in the Head” a fost cel mai mare succes de pe album, atingând locul 1 în Danemarca și Regatul Unit precum și în topul difuzărilor din cluburile americane.